# Boldizsár Magda
Boldizsár Magda, född 14 april 2005, är en ungersk simmare. 

## Karriär
Vid EM 2024 i Belgrad erhöll Magda guld på både 4×100 meter mixed frisim och 4×200 meter mixed frisim samt silver på 4×200 meter frisim efter att ha simmat försöksheaten i samtliga grenarna där Ungern sedermera tog medaljer i finalerna.